# Cantonul Noyers-sur-Jabron
Cantonul Noyers-sur-Jabron este un canton din arondismentul Forcalquier, departamentul Alpes-de-Haute-Provence, regiunea Provence-Alpes-Côte d'Azur, Franța.

## Comune
- Bevons
- Châteauneuf-Miravail
- Curel
- Noyers-sur-Jabron (reședință)
- Les Omergues
- Saint-Vincent-sur-Jabron
- Valbelle